# Marcel Aymé
Marcel Aymé (Joigny, 29 marzo 1902 – Parigi, 14 ottobre 1967) è stato uno scrittore francese, autore di opere di letteratura per ragazzi e di letteratura umoristica.
Autore di commedie, di romanzi, di racconti per ragazzi e di novelle, le sue opere hanno ispirato svariati film, programmi televisivi, fumetti e cartoni animati. I suoi testi riflettono un senso particolare dello humour e del fantastico.

## Biografia
Era il più piccolo di sei figli. Alla morte della madre, Marie-Odile Emma Monamy (1863-1904), il padre, Faustin Joseph Aymé (1859-1947), fabbro in un reggimento di dragoni, affidò Marcel e la sorella Suzanne ai nonni materni, Frances e Auguste Monamy Curie, che avevano una fabbrica di piastrelle, una fattoria e un mulino a Villers-Robert, nel Giura. Qui visse qualche anno un rapporto stretto con la natura e frequentò la scuola del villaggio. Alla morte dei nonni, fu affidato alla zia, Léa Monamy, sorella minore di sua madre, che non aveva figli e abitava in una casa panoramica a Dole. Prese la licenza media nel 1919, ma non riuscì a diplomarsi in matematica al liceo "Victor Hugo" di Besançon perché rimase vittima della febbre spagnola. Fu curato dalla zia, quindi fece il servizio militare in Germania e poi si trasferì a Parigi, dove voleva studiare medicina, ma trovò invece impiego come giornalista (un'altra sorella, Camille, lo incoraggiò per lettera, durante le sue lunghe convalescenze, a scrivere).
Nei circoli letterari si fece notare con il suo primo romanzo, Brûlebois (1926), ma i successivi Aller retour e Les Jumeaux du diable furono meno apprezzati. Con La Table aux crevés  ottenne nel 1929 il Premio Renaudot. La Rue sans nom (1930) fu ben accolto dai critici, ma Le Vaurien (1931) fu nuovamente un insuccesso. Solo con La Jument verte (1933) raggiunse la vera fama. Nello stesso anno, infatti, anche il cinema si accorse della sua opera e cominciò una lunga serie di adattamenti (collaborò anche ad alcune sceneggiature per Pierre Chenal, Louis Daquin e altri registi).
Dal 1928 abitò a Montmartre, pubblicò racconti per bambini, romanzi, raccolte di novelle. Pubblicò anche testi nell'organo collaborazionista Je suis partout, cosa che gli fu in seguito rimproverata.
A teatro ottenne grande successo con Lucienne et le boucher (1947), Clérambard (1950), farsa che mal nasconde un interrogativo sull'esistenza di Dio, e un'altra farsa, La Tête des autres (1952), messa in scena da André Barsacq, della quale l'unica a non ridere fu la magistratura.
Nel 1955 collaborò con il settimanale filo-monarchico La Nation française fondato da Pierre Boutang e Michel Vivier.
Lo stile di Marcel Aymé è davvero classico. Egli analizzò, con spirito, le traversie dell'uomo e della società. La sua visione può forse essere cupa. L'ipocrisia, l'avidità, la violenza, l'ingiustizia, il disprezzo compaiono nelle sue opere, così come il cameratismo, l'amicizia, la bontà, la gentilezza e la dedizione. Egli descrisse le strutture sociali in modo molto realista, nello stile di Balzac o di Zola, attribuendo al contempo un ruolo importante al fantastico.
Il suo testo teatrale La Tête des Autres fu la prima grande perorazione contro la pena di morte ad aver fatto scandalo. Egli vi ridicolizza la magistratura e i procuratori della repubblica. La canzone Si la photo est bonne della cantante francese Barbara è ispirata sia da quest'opera sia dalle angosce della moglie di un presidente.
Marcel Aymé non si riconobbe in alcuna corrente politica.
È sepolto nel Cimitero di Saint-Vincent a Parigi, nel quartiere di Montmartre. Nello stesso quartiere è presente un monumento in Place Marcel-Aymé. La statua, opera dell'attore Jean Marais, è ispirata al racconto breve Le passe-muraille (Il passamura), scritto da Aymé nel 1943.

## Controversie
Amico di Céline e di Robert Brasillach, Marcel Aymé fu accusato di collaborazione e di antisemitismo, principalmente per aver preso le difese dei suoi due amici dopo il 1945 e aver firmato testi (articoli culturali e novelle) durante l'Occupazione ne La Gerbe e Je suis partout. Tuttavia aveva ferocemente deriso il regime nazista prima del 1939 e non diede alcun pegno di adesione dopo il 1940. Il suo apporto a Je suis partout sembra essere stato il risultato dell'insistenza di Brasillach.

## Opere

### Romanzi
- Brûlebois, Éditions des Cahiers de France, 1926
- Aller retour, Gallimard, 1927
- Les Jumeaux du diable, Gallimard, 1928
- La Table-aux-Crevés, Gallimard, 1929
- La Rue sans nom, Gallimard, 1930
- Le Vaurien, Gallimard, 1931
- La Jument verte, Gallimard, 1933
  - trad. Vittorio Franceschi, La cavalla verde, De Martino, 1952
  - trad. Pietro Farneti, La giumenta verde, Longanesi, 1960; Mondadori, 1980
  - trad. Alessia Piovanello, La giumenta verde, Donzelli, 2006. ISBN 8860360153
- Maison basse, Gallimard, 1934
- Le Moulin de la Sourdine, Gallimard, 1936
- Gustalin, Gallimard, 1937
- Le Bœuf clandestin, Gallimard, 1939
- La Belle Image, Gallimard, 1941
- Travelingue, Gallimard, 1941
- La Vouivre, Gallimard, 1943
  - trad. Vittorio Franceschi, Arsenio e la dea, De Martino, 1954
- Le Chemin des écoliers, Gallimard, 1946
- Uranus, Gallimard, 1948
- Les Tiroirs de l'inconnu, Gallimard, 1960
  - trad. Maria Lilith, Tatiana, Longanesi, 1962
- Denise, incompiuto, "Cahier Marcel Aymé" n. 13-14, 1997

### Novelle e racconti
- Le Puits aux images, Gallimard, 1932 - 11 novelle[3]
- Le Nain, Gallimard, 1934 - 13 novelle[4]
- Derrière chez Martin, Gallimard, 1936 - 9 novelle[5]
- Le Passe-muraille, Gallimard, 1943 - 10 novelle[6]
  - trad.  Garù-Garù passamuri, in Umoristi del novecento, a cura di Attilio Bertolucci, Garzanti, 1967
  - trad. Arianna Benenati, Il passamura, Biblioteca del Vascello, 1994 ISBN 8873710816
- Les Contes du chat perché: 17 racconti per ragazzi[7], Gallimard, 1934-46
  - trad. Maria Vittoria Pugliaro, A mosca cieca, Saie, 1957
  - trad. Stefania Bertola, Le storie rosse del gatto di casa, illustrato da Philippe Dumas, Emme, 1980
  - trad. Stefania Bertola, Le storie blu del gatto di casa, illustrato da Philippe Dumas, Emme, 1982
  - trad. Stefania Bertola, Le mucche, illustrato da Roland Sabatier, Emme, 1992 ISBN 887927130X
  - trad. Stefania Bertola, La zampa del gatto, illustrato da Roland Sabatier, Emme, 1992 ISBN 8879271261
  - trad. Luigi Peviani, L'allegra fattoria di Delfy e Marinella, Loffredo, 1998 ISBN 8880965174
  - trad. Adelina Galeotti e Bianca Lazzaro, Le storie del gatto sornione, illustrato da Nathalie Parain, presentazione di Ascanio Celestini, prefazione di Jacqueline Risset, Donzelli, 2005 ISBN 8879898493
- Le Vin de Paris, Gallimard, 1947 - 8 novelle[8]
- En arrière, Gallimard, 1950 - 10 novelle[9]
- altre novelle sono state raccolte in Œuvres romanesques complètes, a cura di Yves-Alain Favre (I) e Michel Lecureur (II-III), Gallimard, "Bibliothèque de la Pléiade", volume I[10], 1989; volume II[11], 1998 e volume III[12], 2001. L'ed. nella collana "Quarto" di Nouvelles complètes, Gallimard, 2002 ne contiene altre due[13].
- un'antologia italiana, Traversata di Parigi, trad. di Aldo Camerino, Sodalizio del libro, 1960 contiene: La ritirata di Russia - A e B - L'individuo - Il nano - L'armatura - L'ultimo - Il passa muri - La tessera - Il proverbio - L'esattore di spose - L'usciere - Il romanziere Martino - Il tempo morto - Racconto di Natale - Traversata di Parigi - I cani della nostra vita.
- un'antologia italiana, Martin il romanziere e altre storie fantastiche, trad. di  Carlo Mazza Galanti, L'orma editore, Roma 2016, ISBN 978-88-980-3878-7, contiene: La carta del tempo, Martin il romanziere, La grazia, L'anima di Martin, Ricaduta, Le Sabine.
- un'antologia italiana, La fossa dei peccati, trad. di Carlo Mazza Galanti, L'orma editore, Roma 2020, ISBN 9788831312059, contiene: La fossa dei peccati, Il decreto, L'innumerevole cornuto, L'attraversamuri, Il tempo morto, Racconto di Natale, La buona pittura.

### Teatro
- Les Grandes étapes, 1933 - opera non rappresentata
- Vogue la galère, 1944
- Lucienne et le boucher, 1947
- Clérambard, 1950
- La Tête des autres, 1952
- Les Quatre vérités, 1954
- Les Sorcières de Salem, 1955 - adattamento da Arthur Miller
- Les Oiseaux de lune, 1955
  - trad. Francesco Casatello, Uccellini di luna, Sansoni, 1961
- La Mouche bleue, 1957
- Patron, 1959 (ma pubblicata nel 1987) - commedia musicale (musica di Guy Béarn)
- Vu du pont, 1957 - adattamento da Arthur Miller
- Louisiane, 1961
- Les Maxibules, 1961
- La Chaloupée, 1962 - con Roland Petit
- Le Placard, 1963 - adattamento (pseudonimo) da Arthur Kopit
- La Nuit de l'iguane, 1965 - adattamento da Tennessee Williams
- La Convention Belzébir, 1966
- Consommation, 1967
- Le Minotaure, 1967
- Le Météore, postuma, 1977, adattamento da Friedrich Dürrenmatt
- La Mannequin, postuma, pubblicata nel 1985
- Le Commissaire, incompiuta, pubblicata nel 1985
- Le Cortège ou Les Suivants, incompiuta, pubblicata nel 1985
- Théâtre complet 1948-1967, presentazione di Michel Lécureur, Gallimard, 2002

### Saggi
- Silhouette du scandale, Éditions du Sagittaire, 1938, poi Grasset, 2000
- Le Confort intellectuel, in "La Table ronde" nn. 13-15, gennaio-marzo 1949; poi Flammarion 1992
- Le Trou de la serrure, Palimugre, 1946, poi in Georges Robert e André Lioret (a cura di), Marcel Aymé insolite, Éditions de La Revue indépendante, 1958, pp. 129–31
- Du côté de chez Marianne. Chroniques (1933-1937). raccolta di articoli a cura di Michel Lecureur, Gallimard, 1989
- Vagabondages. Recueil d'articles et de préfaces, a cura di Michel Lecureur, La Manufacture, 1992
- Confidences et propos littéraires, a cura di Michel Lecureur, Les Belles Lettres, 1996

### Iconografia e testimonianze
- Cahiers Marcel Aymé, saggi e inediti, dal 1982 con cadenza annuale[14] presso Gallimard
- De l'amour et des femmes, a cura di Michel Lecureur, Les Belles Lettres-Archimbaud, Paris 1997
- Album Marcel Aymé, a cura di Michel Lecureur, Gallimard, Bibliothèque de la Pléiade, 2001

## Filmografia principale
- La Rue sans nom, regia di Pierre Chenal - dialoghi (1934)
- Delitto e castigo (Crime et Châtiment), regia di Pierre Chenal - co-sceneggiatore (1935)
- L'ammutinamento dell'Elsinore, regia di Pierre Chenal - co-sceneggiatore (1936)
- Le Club des soupirants, regia di Maurice Gleize - co-sceneggiatore (1941)
- Nous les gosses, regia di Louis Daquin - dialoghi (1941)
- Il viaggiatore d'Ognissanti, regia di Louis Daquin - adattamento da Georges Simenon (1943)
- Madame et la mort, regia di Louis Daquin - adattamento da Pierre Véry (1941)
- Garù garù (Garou-Garou, le passe-muraille), regia di Jean Boyer (1950)
- La Belle Image, regia di Claude Heymann (1951)
- La domenica non si spara (La Table aux crevés), regia di Henri Verneuil (1951)
- Papà, mammà, la cameriera ed io..., regia di Jean-Paul Le Chanois - co-sceneggiatore (1954)
- Papà, mammà, mia moglie ed io, regia di Jean-Paul Le Chanois - co-sceneggiatore (1955)
- La traversata di Parigi (La Traversée de Paris), regia di Claude Autant-Lara (1956)
- Furore di vivere (Le Chemin des écoliers), regia di Michel Boisrond (1959)
- La giumenta verde (La Jument verte), regia di Claude Autant-Lara (1959)
- Clérambard, regia di Yves Robert (1960)
- La francese e l'amore (episodio La Femme seule), regia di Jean-Paul Le Chanois (1960)
- La bourse et la vie, regia di Jean-Pierre Mocky - dialoghi (1966)
- L'avventura galante di Garù-Garù (Le Passe-Muraille), regia di Pierre Tchernia (1977)
- La Grâce, regia di Pierre Tchernia (1978)
- La donna del lago maledetto, regia di Georges Wilson (1988)
- Uranus, regia di Claude Berri (1990)
- L'Huissier, regia di Pierre Tchernia (1991)
- Héloïse, regia di Pierre Tchernia (1991)